# The Blue Van
The Blue Van oder TBV ist eine vierköpfige dänische Rockband. Durch die Verwendung ihres Liedes Independence als Titellied der US-amerikanischen Fernsehserie Royal Pains wurden sie auch über Dänemark hinaus bekannt. Songs der Gruppe fanden Verwendung in Serien wie Navy CIS, 90210 und Countdown – Die Jagd beginnt.

## Geschichte
Gegründet wurde The Blue Van Anfang der 2000er Jahre von vier Schulfreunden im dänischen Brønderslev. Der Bandname bezeichnet in Dänemark die Krankentransporter, welche Patienten in psychiatrische Heilanstalten bringen. Zu ihren Haupteinflüssen zählen die Mitglieder den Classic Rock der 1960er Jahre von Gruppen wie The Kinks, Cream oder The Pretty Things. Es folgten mehrere Singles in Eigenproduktion, bis die Band 2003 nach Kopenhagen übersiedelte. Dort weckte sie das Interesse des Kopenhagener Independentlabels Iceberg Records, das sie unter Vertrag nahm und 2004 die in Hamburg aufgenommene EP Beatsellers veröffentlichte. Das Airplay bei verschiedenen College-Radiostationen in den USA weckte das Interesse des New Yorker Independent-Labels TVT Records, das die Band im Sommer 2004 unter Vertrag nahm. Während Iceberg Records weiterhin als Künstleragentur und Management fungierte, übernahm TVT die weltweite Veröffentlichung und Distribution der Alben. Im April 2005 erschien das Debütalbum The Art of Rolling bei TVT, das neben den fünf Stücken der EP sieben weitere Stücke enthielt. Im Sommer des Jahres ging The Blue Van mit Hot Hot Heat auf Tournee. Im Herbst 2006 wurde in Europa das zweite Album Dear Independence veröffentlicht und im Februar 2007 weltweit. Es folgte eine Tour im Vorprogramm von Electric Six. Infolge der Übernahme von TVT durch The Orchard endete der Plattenvertrag und Iceberg Records übernahm wieder die alleinige Veröffentlichung der Alben von The Blue Van. Nach Erscheinen des 2008er Albums Man Up erlangte die Band überregionale Bekanntheit, als ihr Lied Independence zum Titellied der Fernsehserie Royal Pains wurde. Das vierte Album Love Shot erschien 2010 und erreichte Platz 17 der dänischen Albumcharts. Im Rahmen der Oscarverleihung 2010 fand die Erstaufführung des Werbespots für das iPad statt, zu dem The Blue Van mit There Goes My Love den Soundtrack lieferte. Im Herbst 2012 erschien das fünfte Studioalbum Would You Change Your Life.

## Diskografie
- Beatsellers (EP, 2004, Iceberg Records)
- The Art of Rolling (2005, TVT Records)
- Dear Independence (2007, TVT Records)
- Man Up (2008, Iceberg Records)
- Love Shot (2010, Iceberg Records)
- Would You Change Your Life (2012)